# 병렬 랜덤 접근 기계
병렬 랜덤 접근 기계(parallel random-access machine) 또는 병렬 램(parallel RAM, PRAM)은 컴퓨터 과학에서 공유 메모리 추상 기계이다. 이름에서 알 수 있듯이 PRAM은 RAM(랜덤 접근 기계)에 대한 병렬 컴퓨팅 비유로 사용된다(랜덤 액세스 메모리와 구별됨). 순차 알고리즘 설계자가 알고리즘 성능(예: 시간 복잡도)을 모델링하기 위해 RAM을 사용하는 것과 마찬가지로 PRAM은 병렬 알고리즘 설계자가 병렬 알고리즘 성능(예: 프로세서 수에 따른 시간 복잡도)을 모델링하는 데 사용된다. 일반적으로 가정된 내용도 명시되어 있다). RAM 모델이 주 메모리 대비 캐시 메모리에 대한 액세스 시간과 같은 실질적인 문제를 무시하는 방식과 유사하게 PRAM 모델은 동기화 및 통신과 같은 문제를 무시하지만 문제 크기에 따라 원하는 수의 프로세서를 제공한다. 예를 들어 알고리즘 비용은 두 개의 매개변수 O(시간)과 O(시간 × 프로세서_번호)를 사용하여 추정된다.

## 예시 코드
```
module
 
FindMax
 
#(
parameter
 
int
 
len
 
=
 
8
)

                
(
input
 
bit
 
clock
,
 
resetN
,
 
input
 
bit
[
7
:
0
]
 
data
[
len
],
 
output
 
bit
[
7
:
0
]
 
maxNo
);

    
typedef
 
enum
 
bit
[
1
:
0
]
 
{
COMPARE
,
 
MERGE
,
 
DONE
}
 
State
;

    
State
 
state
;

    
bit
 
m
[
len
];

    
int
 
i
,
 
j
;

    
always_ff
 
@(
posedge
 
clock
,
 
negedge
 
resetN
)
 
begin

        
if
 
(
!
resetN
)
 
begin

            
for
 
(
i
 
=
 
0
;
 
i
 
<
 
len
;
 
i
++
)
 
m
[
i
]
 
<=
 
0
;

            
state
 
<=
 
COMPARE
;

        
end
 
else
 
begin

            
case
 
(
state
)

                
COMPARE:
 
begin

                    
for
 
(
i
 
=
 
0
;
 
i
 
<
 
len
;
 
i
++
)
 
begin

                        
for
 
(
j
 
=
 
0
;
 
j
 
<
 
len
;
 
j
++
)
 
begin

                            
if
 
(
data
[
i
]
 
<
 
data
[
j
])
 
m
[
i
]
 
<=
 
1
;

                        
end

                    
end

                    
state
 
<=
 
MERGE
;

                
end

                
MERGE:
 
begin

                    
for
 
(
i
 
=
 
0
;
 
i
 
<
 
len
;
 
i
++
)
 
begin

                        
if
 
(
m
[
i
]
 
==
 
0
)
 
maxNo
 
<=
 
data
[
i
];

                    
end

                    
state
 
<=
 
DONE
;

                
end

            
endcase

        
end

    
end

endmodule

```

## 같이 보기
- 플린 분류
- 랜덤 접근 기계
- 병렬 프로그래밍 모델